# Callitriche chathamensis
Callitriche chathamensis (Engels: Chatham Island starwort) is een plantensoort uit de weegbreefamilie (Plantaginaceae). Het is een op kroos lijkende waterplant. Aan de stengels groeien kleine tongvormige blaadjes die drijvend aan de oppervlakte komen of onder water blijven. Deze blaadjes zijn ovaal-elliptisch en tussen 2,2 en 4,1 millimeter lang en tussen 0,8 en 2,5 millimeter breed.
De soort komt voor op de Chathameilanden, gelegen in de Stille Oceaan ten oosten van Nieuw-Zeeland. Hij groeit daar in natte, veenachtige grond, vaak aan de randen van beken en meren, op kale veengrond en modder. De soort wordt ook aangetroffen te midden van vochtig veenachtig gras op steile kliffen en puin bij de zee.
... · 
C. cophocarpa (Gekield sterrenkroos) · 
C. brutia (Haaksterrenkroos) · 
C.brutia var. hamulata (Gesteeld sterrenkroos) · 
C. hermaphroditica (Rond sterrenkroos) · 
C. obtusangula (Stomphoekig sterrenkroos) · 
C. palustris (Klein sterrenkroos) · 
C. platycarpa (Gewoon sterrenkroos) · 
C. stagnalis (Gevleugeld sterrenkroos) · 
C. truncata (Doorschijnend sterrenkroos) · 
...